# 나아름
나아름(1990년 3월 24일~)은 대한민국의 자전거 경기 선수이다.
초등학교 6학년때 아버지의 권유로 오빠 언니와 함께 자전거 타기 시작했다. 그의 언니 나희경은 나아름과 같은 실업팀에서 활동하며 전국체전에서 같이 금메달 따기도 했다. 2009년 고교 졸업후 실업팀 나주시청에 입단하고 국가 대표로도 뽑혔고, 첫 국제종합 대회 참가는 2010년 제16회 광저우 아시안게임 인데, 당시 포인트레이스 결승에서 2위를 달리던 중 1위를 달리던 홍콩 선수가 넘어지면서 함께 넘어져 메달을 놓치는 불운을 겪었다. 하지만 그대회에서 트랙 개인 추발 3,000m 4위, 로드레이스 6위를 하는등 미래의 주자로서 경쟁력 있는 면모를 보였다.